# Pons (constructieleer)

De belasting L op vloer F concentreert zich bij de kop van kolom C. Als de belasting te groot wordt, breekt de vloer door ten gevolge van pons.

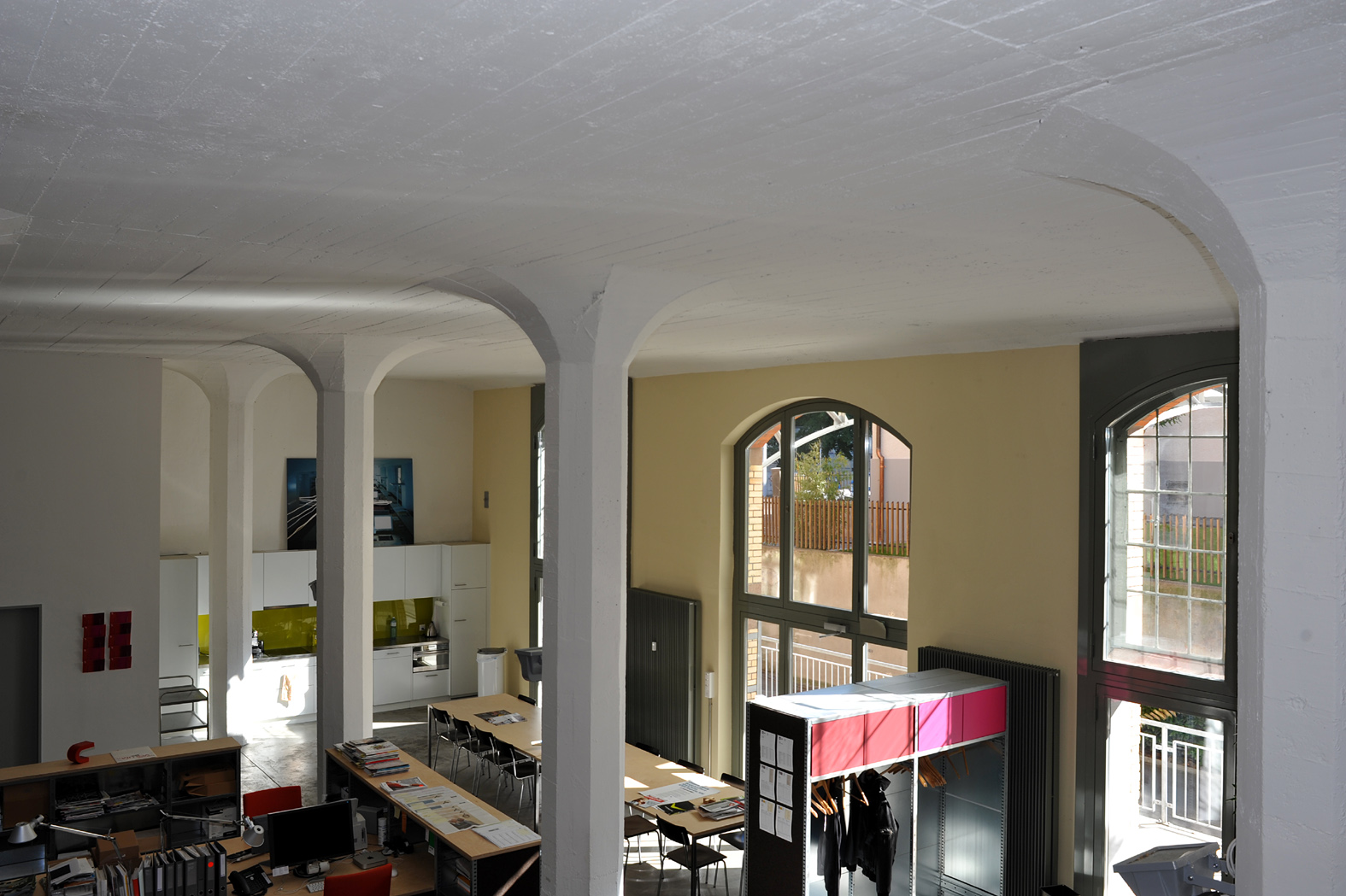
Magazijn Giesshübel, Zürich. Vroege toepassing van de paddenstoelvloer, gebouwd door Robert Maillart in 1910.

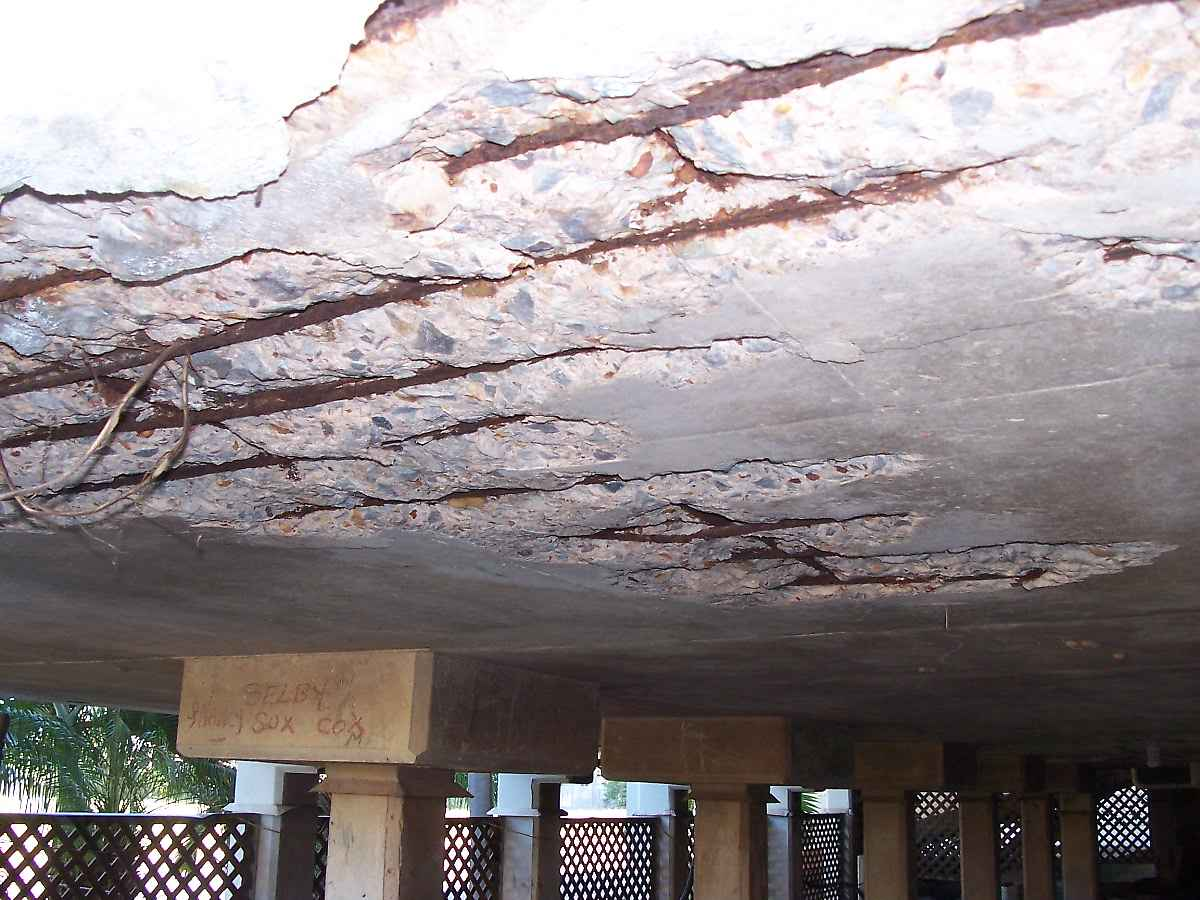
Constructie waarbij gebruik is gemaakt van zogeheten kolomplaten om ponsen te voorkomen.

Onder pons wordt in de constructieleer verstaan een bezwijkmechanisme dat vooral bekend is van betonnen platen, zoals betonnen vloeren, die op kolommen rusten.

## Achtergrond
De volledige belasting van de vloer wordt geconcentreerd op de plaatsen waar de vloer op steunt. Dat kunnen behalve muren ook kolommen zijn. Dat levert bij de ondersteuningspunten hoge krachtconcentraties (puntlast), die grote schuifspanningen in de vloer veroorzaken. Als deze schuifspanningen te hoog worden, kan het materiaal bezwijken. Rond de kolomkop breekt de vloer door en zakt vervolgens als een soort ring om de kolom.

## Preventiemaatregelen
Bij sterkteberekeningen moet niet alleen rekening worden gehouden met knik, maar ook met pons. Om pons te voorkomen, wordt in de vloer rond de kolomkop extra wapening aangebracht. Ook kan de kolomdoorsnede aan de bovenzijde vergroot worden, waardoor de kracht over een groter oppervlak wordt verdeeld en de spanning kleiner wordt. Een voorbeeld van deze laatste constructie is de paddenstoelvloer, genoemd naar zijn vorm.

## Etymologie
De term 'pons' in de hier beschreven betekenis is ontleend aan het gereedschap pons waarmee men gaten in materiaal maakt. De kolom ponst als het ware door de vloer heen. Het woord 'pons' komt, via het Duitse Punze en het Italiaanse punzone (stoot, stempel), van het Latijnse punctio (prik, steek).